# Linia kolejowa nr 177
Linia kolejowa nr 177 – drugorzędna, jednotorowa, niezelektryfikowana linia kolejowa łącząca Racibórz z granicą państwową pomiędzy Pietrowicami Głubczyckimi a Karniowem. Na odcinku od km 24,500 linia jest wyłączona z eksploatacji.

## Historia
Linia została otwarta w 1855 roku dla ruchu pasażerskiego, natomiast w 1856 roku dla ruchu towarowego. 25 września 1873 roku otwarto odcinek z Głubczyc do Karniowa. W 1945 roku odcinek ten został zlikwidowany.
W 1970 roku zawieszono ruch pasażerski na odcinku Głubczyce - Pietrowice Głubczyckie. 1 grudnia 1982 roku przywrócono ponownie połączenia pasażerskie na tym odcinku, ale już 31 sierpnia 1983 roku ruch pasażerski znów został zawieszony. W 1992 roku na tym odcinku linię zamknięto dla ruchu towarowego.
Od 3 kwietnia 2000 roku na linii zaprzestano ruchu pasażerskiego, odbywał się na niej wyłącznie ruch towarowy. W 2009 roku zamknięto odcinek Głubczyce - Baborów dla ruchu towarowego, a w 2012 roku również odcinek Racibórz - Baborów przez co ruch na linii zamarł na cztery lata.
W grudniu 2016 roku odcinek Racibórz - Baborów został otwarty dla ruchu towarowego po którym wówczas kursowały tylko pociągi ze zbożem przewoźnika Ecco Rail.
Ciąg Racibórz – Głubczyce – Racławice jako jedyny z terenu województwa opolskiego zgłoszony został do programu Kolej Plus, dzięki któremu możliwe będzie przywrócenie ruchu pasażerskiego do Głubczyc. Projekt został zakwalifikowany do realizacji, chociaż strona samorządowa nie zapewniła wkładu własnego do tej inwestycji. W lipcu 2021 roku ogłoszono przetarg na prace planistyczne dla linii kolejowej nr 177 i 294. W rezultacie wykonane zostało studium wykonalności projektu rewitalizacji tych linii.